# Поволжско-кыпчакские языки
Пово́лжско-кыпча́кские языки — группа тюркских языков, входящая в состав более крупной кыпчакской группы. Варианты названия: булгарско-кыпчакские, уральско-кыпчакские, севернокыпчакские.

## Состав
Традиционно внутри поволжско-кыпчакской группы выделяются татарский и башкирский языки. Фактически группа представляет собой диалектный континуум, в частности, западный диалект башкирского языка синхронно является переходным от южного диалекта башкирского к центральному диалекту татарского, в то же самое время приписываемые к татарским говоры тептярей сочетают признаки татарского и башкирского.
Значительная степень самобытности выражена у мишарского диалекта татарского языка. Некоторыми исследователями язык сибирских татар выделяется в качестве отдельного языка. Другие признают отдельным язык барабинцев (который при этом входит в поволжскую подгруппу кыпчакских языков), а остальные сибирско-татарские идиомы диалектами татарского языка. Третья группа исследователей включает сибирско-татарские идиомы в состав диалектов татарского языка.
Диалекты татарского языка:
- мишарский (западный);
- казанский (средний);
- сибирский (язык сибирских татар) — выделяется либо как отдельный язык, либо как восточный диалект татарского языка. Делится на три отдельных диалекта: тоболо-иртышский, барабинский (изредка выделяется как отдельный язык), томский.

Диалекты башкирского языка:
- восточный;
- западный (северо-западный);
- южный.

## Характерные особенности
Поволжско-кыпчакские языки образовались раньше других западнокыпчакских и сохранили больше связей с восточными кыпчакскими.
Характерной особенностью поволжско-кыпчакских является система вокализма: сужение общетюркских широких гласных *e, *o, *ö соответственно в и, у, ү, и, наоборот, куда более заметное расширение в сравнении с остальными кыпчакскими ы, и, у, ү.
| древнетюркский | Башкирский   | Татарский     | Значение |
| -------------- | ------------ | ------------- | -------- |
| *tez           | тиҙ          | тиз           | быстрый  |
| *toz           | туҙ          | туз           | береста  |
| *köz           | күҙ          | күз           | глаз     |
| *tuz           | тоҙ          | тоз           | соль     |
| *burun         | морон, танау | борын [борон] | нос      |
| *Dil           | тел          | тел           | язык     |
| *tün           | төн          | төн           | ночь     |

Морфология поволжско-кыпчакских также обнаруживает характерные особенности, такие как спряжение глаголов в 3 лице наст.-будущ. времени: баш. бара, тат. бара «он (она) идёт», ср. каз. барады, кирг. барат.
Заметим, что сибирско-татарские идиомы по своему нативному вокализму и спряжению, строго говоря, не демонстрируют вышеуказанных особенностей, что может указывать на условность их классификации как поволжско-кыпчакских: сиб.-тат. пеш «пять», түн «ночь», көз «глаз», тус «соль», ал параты «он идет». В мишарском диалекте татарского и некоторых башкирских говорах также отсутствует такое передвижение.
Система вокализма татарского и башкирского в целом совпадает, расходясь в отдельных паттернах:
- в реализации *ä в первом слоге — баш. кәңәш, тат. киңәш «совет», ср. каз. кеңеc; баш. кәрәк, тат. кирәк «нужно, необходимо», (каз. керек); баш. тәрән, тат. тирән «глубокий», ср. каз. терең; баш. кәм, тат. ким «меньший, недостаточный», ср. каз. кем;
- в реализации *u и *ü в открытых слогах — баш. һыу, тат. су «вода», ср. каз. су; баш. быу, тат. бу «пар», (каз. бу); баш. тыуыу, тат. туу «рождаться», (каз. туу);
- в расширении в башкирском литературном анлаутного *je- в йе (орфографически е-) — баш. ете, тат. җиде «семь», ср. каз. жетi; баш. ер, тат. җир «земля», (каз. жер); баш. еҙ, тат. җиз «медь», ср. каз. жез;
- в протетических гласных в башкирском на месте анлаутных *l-, **ҫ- — баш. ысын, тат. чын «настоящий, истинный», ср. каз. шын; баш. осор, тат. чор «период, эпоха», (каз. ғасыр); баш. ыласын, тат. лачын «сокол», ср. каз. лашын и т. п.

Система консонантизма татарского и башкирского языков значительно различается как в известных закономерных соответствиях (системные расхождения в реализации *ҫ, *s, *z, *j-), так и в отдельных паттернах:
- баш. яңғыҙ, тат. ялгыз «одинокий», баш. йондоҙ, тат. йолдыз «звезда», ср. каз. жалғыз, жұлдыз;
- баш. бесәй, тат. песи/мәче «кошка»; баш. бешеү, тат. пешү «свариться; созреть»; баш. бысаҡ, тат. пычак «нож», ср.каз. мысық, пісу, пышақ;
- баш. ултырыу, тат. утыру «сидеть»; баш. үлтереү, тат. үтерү «убить»; баш. килтереү, тат. китерү «принести», ср. каз. отыру, өлтіру, келтіру;
- баш. өйрәк, тат. үрдәк «утка», ср. каз. үйрек;
- баш. ете, тат. җиде «семь», ср. каз. жетi;
- баш. япраҡ, тат. яфрак «лист (дерева)»; баш. тупраҡ, тат. туфрак «почва»; баш. керпек, тат. керфек «ресница», ср. каз. жапырақ, топырақ, кірпік и т. п.